# 953 a.C.
Il 953 a.C. (CMLIII a.C. in numeri romani) è un anno  del X secolo a.C.

## Eventi
- Forbante diventa arconte di Atene.
- Data alternativa alla Fondazione di Roma.[1]